# Harry Owens
Harry Owens (* 18. April 1902 in O’Neill, Nebraska; † 12. Dezember 1986 in Eugene) war ein US-amerikanischer Komponist. Owens bekanntestes Werk ist das Lied Sweet Leilani aus dem Soundtrack zu Waikiki Wedding. Owens wurde für das Lied mit dem Oscar ausgezeichnet.

## Leben und Werk
Owens lernte in seiner Jugend Kornett und studierte zunächst Jura, brach das Studium aber ohne Abschluss ab. 1923 schrieb er mit Vincent Rose den Song Linger Awhile, der im folgenden Jahr ein Millionenheit für Paul Whiteman war. Sein erstes Engagement in der Filmindustrie war der Film Der Jazzkönig im Jahr 1930. Vier Jahre später übernahm Owens die musikalische Leitung des Orchesters des Royal Hawaiian Hotels in Waikiki. Auf Hawaii wurde dann Owens erste Tochter Leilani geboren, für die er das Wiegenlied Sweet Leilani schrieb. Mit dem Hotelorchester spielte er das Lied bei den abendlichen Tanzveranstaltungen. Eines Abends war Bing Crosby unter den Gästen. Crosby bereitete sich auf den Film Waikiki Wedding vor und war von Owens Lied über Leilani so begeistert, dass er es Paramount Pictures für den Film vorschlug. Das Lied schaffte es in den Film, wurde von Bing Crosby eingesungen und gewann 1938 den Oscar für den „Besten Song“. Das Lied war außerordentlich erfolgreich und wurde zu Crosbys erster Veröffentlichung, die die Marke von 1 Million Verkäufen übersprang.
Owens wurde daraufhin als Komponist für den Film Cocoanut Grove mit Fred MacMurray engagiert. Er schrieb drei Lieder für den Soundtrack und trat in einer kleinen Rolle als Bandleader „Hula Harry“ auf. 
1957 veröffentlichte Owens mit seinem Orchester Harry Owens & His Royal Hawaiian Orchestra das Album Voice Of The Trade Winds.